# Витни Смит
Витни Смит (енгл. Whitney Smith; Арлингтон, 26. фебруар 1940 — Пибоди, 17. новембар 2016) био је професионални амерички вексилолог. Сковао је реч „вексилологија“ 1958. године у свом чланку „Заставе арапског света“, која се односи на истраживање, анализу и проучавање застава свих врста. Са колегом Герхардом Гралом основао је 1961. године први чаоспис који се бави овом темом, а следеће године не установио и Центар за истраживање застава у граду Винчестер у савезној држави Масачусетс.
Витни Смит је докторирао на Универзитету у Бостону. Заслужан је за организацију Првог светског конгреса вексилологије 1965. године у Холандији, као и за оснивање Међународне организације вексилолошких асоцијација (1969) и Северноамеричке вексилолошке асоцијације (1967). Написао је 27 књига које се баве проучавањем застава.